# Camuesa de Llobregat
Camuesa de Llobregat es el nombre de una variedad cultivar de manzano (Malus domestica). Esta manzana es originaria de la Provincia de Barcelona, vegas del río Llobregat, donde tuvo su mejor época de cultivo comercial en la década de 1960.

## Sinónimos
- "Poma Camosa de Llobregat",[4]
- "Manzana Camuesa de Llobregat",[6][7]
- "Dulce Amarilla".

## Historia
Variedad de Cataluña, cuyo cultivo conoció cierta expansión en el pasado, pero que a causa de su constante regresión en el cultivo comercial no conservaban apenas importancia y prácticamente habían desaparecido de las nuevas plantaciones en 1971:'Camuesa de Llobregat' y 'Manyaga' que constituían en 1960 el 70% de la producción de manzana en la provincia de Barcelona y se encontraba la primera en otras nueve provincias y la segunda en seis y 'Normanda' que estaba muy difundida hasta 1960 entre los viveristas de Aragón (representaba el 25% de la cosecha en la cuenca del Jiloca). En 1971 Puerta-Romero y Veirat sólo encontraron 184 ha de “Manyaga” (el 31% con más de 20 años), 81 ha de “Camuesa de Llobregat” (el 36% con más de 20 años) y ya no citan al cultivar “Normanda”.

## Características
El manzano de la variedad 'Camuesa de Llobregat' tiene un vigor Medio; tubo del cáliz triangular o en embudo corto con la parte inferior ancha, estambres insertos hacia la mitad.
La variedad de manzana 'Camuesa de Llobregat' tiene un fruto de tamaño mediano a grande; forma tronco-cónica o esfero-cónica aplastada, ventruda hacia la parte del pedúnculo, contorno marcadamente irregular, presentando a veces un suave acostillado; piel mate pero con brillo si se frota, algo grasa; con color de fondo verde-amarillento a amarillo limón intenso, sobre color importante, siendo el color del sobre color rojo, siendo su reparto en sombreado más omenos leve en la zona de insolación, lenticelas uniformes blancas, y una sensibilidad al "russeting" (pardeamiento áspero superficial que presentan algunas variedades) muy débil; pedúnculo apenas sobresale por
encima de los bordes,  con grosor de pedúnculo medio, longitud del pedúnculo corto, anchura de la cavidad peduncular estrecha, profundidad cavidad pedúncular profunda, borde ondulado, e importancia del "russeting" en cavidad peduncular chapa ruginosa más o menos extensa que rebasa la cavidad en forma estrellada;profundidad de la cavidad calicina es profunda, anchura de la cavidad calicina ancha, con ondulado muy marcado formando mamelonado(recuerda a las Calvillas), importancia del "russeting" en cavidad calicina ausente; ojo grande o medio, muy hundido entre su
ondulación; sépalos grandes y triangulares, retorcidos y vueltos hacia fuera, muy tomentosos.
Carne de color blanco crema; textura ligeramente crujiente, harinosa, y levemente jugosa; sabor dulce y aromático; corazón pequeño o mediano. Eje abierto y cóncavo. Celdas semicirculares y algo arriñonadas, cartilaginosas, de color verde amarillento con rayas lanosas; semillas puntiagudas y aplanadas de un lado, de color marrón claro.
La manzana 'Camuesa de Llobregat' tiene una época de maduración y recolección tardía, madura en el invierno. Se trata de una variedad muy productiva, tiende a dar cosechas numerosas cada dos años (contrañada); conviene aclarar la producción cuando estén en flor o el fruto sea pequeño, para que dé buenos frutos anualmente. Se usa como manzana de mesa fresca de mesa.